# 奧克韋爾 (密西西比州)
奧克韋爾（英語：Oak Vale）是位於美國密西西比州傑佛遜·戴維斯縣及勞倫斯縣的非建制地區。

## 歷史
奧克韋爾的郵局自1856年營運至今。

## 地理
奧克韋爾所處的海拔為高於海平面63米（即207英呎），而該地所採用的時區為UTC-6，即北美中部時區（CST）。同時該地設有夏令時間，為UTC-6調快一小時，即UTC-5（CDT）。